# 池の下
池の下（いけのした、Ikenoshita Theatrical Company）は、日本を拠点に活動する演劇集団。1996年に演出家長野和文により結成され、現在まで公演活動を続けている。

## 概要
池の下は1996年1月に「演劇と舞踏が融合する新たな地平をめざす」をテーマに結成された。寺山修司全作品上演計画や、三島由紀夫作品の上演計画MISHIMA PROJECTなどのプロジェクトを展開する。結成以来、全作品を長野和文が演出する。1999年3月にグローブ座春のフェスティバル参加作品「青ひげ公の城」の上演で劇団として注目される。朝倉摂の舞台美術とのコラボレーションは14作品におよび、アートなステージはこの劇団の特徴の一つになっている。
2006年に利賀演出家コンクールで寺山修司作「犬神」の上演により、優秀演出家賞を受賞。2007年には寺山修司の人形劇台本「狂人教育」を人間が演じる実験劇で、3ヶ国6都市連続公演を実施。海外公演は特に好評で、上海国際小劇場演劇祭公演では観劇希望者が劇場に入りきれずに追加公演を行った。
2009年に利賀演劇人コンクールで、三島由紀夫の「班女」の花子役の演技で劇団員の鬼頭理沙が史上最年少で優秀演劇人賞を受賞。
現代フランス語圏戯曲シリーズをスタートさせる。
2019年10月にはポーランドのグロトフスキ研究所とグダニスク・シェイクスピア劇場より招聘を受けて「狂人教育」を上演。テレビ取材や各種媒体で取り上げられるなど様々な反響を呼んだ。

## 上演作品
1996年
- 吸血鬼（パンプルムス）岸田理生作
- 伯爵令嬢小鷹狩掬子の七つの大罪（パンプルムス）寺山修司作

1997年
- 花札伝綺（タイニイアリス）寺山修司作
- 青ひげ（タイニイアリス）寺山修司作

1998年
- 青森県のせむし男（タイニイアリス）寺山修司作
- アダムとイヴ、私の犯罪学（タイニイアリス）寺山修司作
- 毛皮のマリー（ザ・ポケット）寺山修司作

1999年
- 青森県のせむし男（愛知県芸術劇場）寺山修司作
- 青ひげ公の城（東京グローブ座）寺山修司作
- 犬神（ザ・ポケット）寺山修司作
- 花札伝綺（タイニイアリス）寺山修司作

2000年
- 星の王子さま（ザ・ポケット）寺山修司作
- 忘れた領分（planB）寺山修司作
- 戦場のピクニック（新利賀山房）フェルナンド・アラバール作
- 身毒丸2000（東京芸術劇場）寺山修司作

2001年
- 伯爵令嬢小鷹狩掬子の七つの大罪（ザ・ポケット）寺山修司作
- 戦場のピクニック（タイニイアリス）フェルナンド・アラバール作

2004年
- 大山デブコの犯罪（タイニイアリス）寺山修司作

2005年
- 邪宗門（SPACE107）寺山修司作
- 狂人教育（利賀スタジオ）寺山修司作
- 病気（麻布die pratze）別役実作

2006年
- 狂人教育（タイニイアリス）寺山修司作
- 犬神（利賀特設野外劇場）寺山修司作

2007年
- 中国の不思議な役人（麻布die pratze）
- 狂人教育（密陽国際演劇祭）（ソウル小劇場演劇祭）（七ツ寺共同スタジオ）（-IST零番館）（上海国際小劇場演劇祭）（タイニイアリス）
- 犬神（利賀フェスティバル）

2008年
- 葵上／班女（タイニイアリス）三島由紀夫作
- 班女（利賀リフトシアター）三島由紀夫作

2009年
- 疫病流行記（シアター1010）寺山修司作
- HANJO（アジア太平洋地域演劇祭-上海）（利賀山房）三島由紀夫作

2010年
- 盲人書簡（d-倉庫）寺山修司作
- 葵上（利賀山房）三島由紀夫作

2011年
- 阿呆船（d-倉庫）寺山修司作

2012年
- エレベーターの鍵（pit北/区域）アゴタ・クリストフ作

2013年
- さらば、映画よ（タイニイアリス）寺山修司作

2015年
- アガタ（pit北/区域）マルグリット・デュラス作

2017年
- 葵上／班女（絵空箱）三島由紀夫作

2018年
- 灰から灰へ（アトリエ第七秘密基地）ハロルド・ピンター作

2019年
- 狂人教育 ポーランドツアー（グダニスク・シェイクスピア劇場／グロトフスキ研究所）寺山修司作
- 狂人教育 ポーランドツアー凱旋公演（d-倉庫）寺山修司作

2021年
- いわば、アラスカ（劇場ＭＯＭＯ）ハロルド・ピンター作

2023年
- 白夜（劇場ＭＯＭＯ）寺山修司作

2024年
- イエス、たぶん（劇場ＭＯＭＯ）マルグリット・デュラス作